# Будзе Микола Іванович
Будзе (Будзів) Микола Іванович (6 грудня 1900, м. Слов'янськ — після 21 вересня 1925) — український військовик, хорунжий Армії УНР.
Відповідно до українського законодавства є борцем за незалежність України у ХХ столітті.

## Біографічні відомості
Микола Будзе (Будзів) народився в родині Івана Івановича Будзе та його дружини Марії Кирилівни Миколаєнко.
Його Дитинство минуло у Слов'янську. у 1912 році почав навчання в реальній школі, 6 клас якої закінчив у 1918 році.
22 квітня 1918 р., після звільнення Слов'янська Армією УНР, добровольцем вступив до Дорошенківського полку армії УНР.
У серпні 1918 р., за власною ініціативою, перейшов до Кінно-гірської гарматної батареї полковника Алмазова.
У грудні 1918 р., як хворий на тиф, потрапив до табору військовополонених у Ланцуті, Польща.
При формуванні з військовополонених українців 6-ї Стрілецької дивізії (в лютому 1920 р.) — добровольцем зголосився на службу до 6-ї гарматної бригади 16-го легко-гарматного куреня 6-ї Стрілецької дивізії. Пройшов всю військову кампанію 1920 р. аж до інтернування українського війська на території Польщі.
З 1923 р. працював у Помор'ї, обіймав посаду польового на фільварку Мгово.
Хотів навчатися на Агрономічно-Лісовому відділі Подєбрадської академії. Але 21 вересня 1925 р. йому відмовлено у вступі через брак освіти. Подальша доля невідома.